# Ischaemum hansenii
Ischaemum hansenii là một loài thực vật có hoa trong họ Hòa thảo. Loài này được Bor mô tả khoa học đầu tiên năm 1968.